# Pallacanestro Treviso
O Pallacanestro Treviso S.S.D. a R.L., também conhecido como Benneton Treviso por razões de patrocinadores, é um clube de basquetebol baseado em Treviso, Itália com larga história de conquistas tanto em solo italiano, quanto em terras estrangeiras que atualmente disputa a Série C em convênio com agremiação Rucker Sanve.  Manda seus jogos na PalaVerde com capacidade para 5.344 espectadores.

## Histórico de Temporadas
| Temporada | Nível | Liga     | Pos. | J     | PL  | Resultado         | Copa doméstica    | Competições Europeias |
| --------- | ----- | -------- | ---- | ----- | --- | ----------------- | ----------------- | --------------------- |
| 1985-86   | 1     | Serie A1 | 15   | 8-22  |     | Rebaixado         |                   |                       |
| 1986-87   | 2     | Serie A2 | 1    | 22-8  |     | Promovido         |                   |                       |
| 1987-88   | 1     | Serie A1 | 12   | 12-18 |     |                   |                   |                       |
| 1988-89   | 1     | Serie A1 | 4    | 30-18 | 0-2 | Quartas de finais |                   |                       |
| 1989-90   | 1     | Serie A1 | 11   | 15-15 |     |                   |                   | 3 Copa Korać R32      |
| 1990-91   | 1     | Serie A1 | 5    | 17-13 | 3-3 | Quartas de finais |                   |                       |
| 1991-92   | 1     | Serie A1 | 2    | 22-8  | 7-2 | Campeão           |                   |                       |
| 1992-93   | 1     | Serie A1 | 3    | 19-11 | 4-5 | Finalista         |                   | 1 FIBA Euroliga F     |
| 1993-94   | 1     | Serie A1 | 8    | 15-15 | 2-3 | Quartas de finais |                   |                       |
| 1994-95   | 1     | Serie A1 | 3    | 22-10 | 5-6 | Finalista         | Campeão           |                       |
| 1995-96   | 1     | Serie A1 | 3    | 21-11 | 3-4 | Semifinais        |                   |                       |
| 1996-97   | 1     | Serie A1 | 1    | 22-4  | 9-4 | Campeão           | Oitavas de finais |                       |
| 1997-98   | 1     | Serie A1 | 3    | 17-9  | 2-3 | Quartas de finais | Finalista         | 1 FIBA Euroliga 3º    |
| 1998-99   | 1     | Serie A1 | 4    | 19-7  | 6-5 | Finalista         | Semifinalista     | 2 Copa Saporta C      |
| 1999-00   | 1     | Serie A1 | 3    | 21-9  | 7-3 | Finalista         | Campeão           | 1 FIBA Euroliga T16   |
| 2000-01   | 1     | Serie A1 | 4    | 24-10 | 3-4 | Semifinais        |                   | 1 EuroLiga QF         |
| 2001-02   | 1     | Serie A  | 2    | 28-8  | 9-1 | Campeão           | Semifinais        | 1 EuroLiga SF         |
| 2002-03   | 1     | Serie A  | 1    | 30-4  | 9-4 | Campeão           | Campeão           | 1 EuroLiga F          |
| 2003-04   | 1     | Serie A  | 3    | 25-9  | 3-3 | Semifinais        | Campeão           | 1 EuroLiga - T16      |
| 2004-05   | 1     | Serie A  | 1    | 28-6  | 5-3 | Semifinais        | Campeão           | 1 EuroLiga - QF       |
| 2005-06   | 1     | Serie A  | 2    | 26-8  | 9-4 | Campeão           | Semifinais        | 1 EuroLiga - T16      |
| 2006-07   | 1     | Serie A  | 11   | 21-13 |     |                   | Campeão           | 1 EuroLiga - T16      |
| 2007-08   | 1     | Serie A  | 10   | 16-18 |     |                   |                   | 2 Copa ULEB - R32     |
| 2008-09   | 1     | Serie A  | 4    | 18-12 | 3-5 | Semifinais        | Semifinais        | 2 EuroCopa - QF       |
| 2009-10   | 1     | Serie A  | 8    | 13-15 | 0-3 | Quartas de finais |                   | 1 EuroCopa - 2QF      |
| 2010-11   | 1     | Serie A  | 5    | 17-13 | 3-4 | Semifinais        |                   | 2 EuroCopa - SF       |
| 2011-12   | 1     | Serie A  | 11   | 13-19 |     |                   |                   | 2 EuroCopa - U16      |

fonte:eurobasket.com

## Títulos

### Competições domésticas
Serie A
Campeão (5):1991–92, 1996–97, 2001–02, 2002–03, 2005–06
Finalista (4):1992–93, 1994–95, 1998–99, 1999–00
Copa da Itália
Campeão (8):1992–93, 1993–94, 1994–95, 1999–00, 2002–03, 2003–04, 2004–05, 2006–07
Finalista (2):1991–92, 1997–98
Supercopa
Campeão (4):1997, 2001, 2002, 2006
Finalista (5):1995, 2003, 2004, 2005, 2007

### Competições internacionais
Euroliga
Finalista (2):1992-93, 2002-03
Copa Saporta
Campeão (2):1994-95, 1998-99

## Treinadores
- Mario De Sisti (2 temporadas: 1979-81)
- Piero Pasini (1 temporada: 1981-82)
- Gianmaria Conte (1 temporada: 1982-83)
- Gianfranco Lombardi (1 temporada: 1982-83)
- Mauro Di Vincenzo (1 temporada: 1983-84)
- Massimo Mangano (2 temporadas: 1984-86)
- Lajos Toth (incomplete 1 temporada: 1985-86)
- Riccardo Sales (incomplete 4 temporadas: 1986-90)
- Emanuele Molin (incomplete 1 temporada: 1989-90)
- Petar Skansi (3 temporadas: 1990-93)
- Fabrizio Frates (1 temporada: 1993-94)
- Mike D'Antoni (4 temporadas: 1994-97, 2001–02)
- Predefinição:Country data FRY Željko Obradović (2 temporadas: 1997-99)
- Piero Bucchi (2 temporadas: 1999-01)
- Ettore Messina (3 temporadas: 2002-05)
- David Blatt (2 temporadas: 2005-07)
- Alessandro Ramagli (Sep.-Nov. 2007)
- Oktay Mahmuti (temporadas: 2007-09)
- Jasmin Repeša (temporadas: 2010-11)
- Aleksandar Đorđević (1 temporada: 2011-12)